# كورار (حرفة)
الكورار
حرفة يدوية تقوم علي التطريز اليدوي, اشتهرت النساء البحرينيات بممارستها في بيوتهن قديما، وتقوم الحرفة علي العمل الجماعي حيث ينفذ العمل بوجود رئيسة تسمي (القطابة) ومعها عدد يتراوح ما بين اثنتين أو ثلاث نساء ويسمين (الدواخيل)، يتم التنفيذ بتنظيم الخيوط الذهبية (الزري) في شريط متداخل تصنعه أيدي هؤلاء النسوة اللواتي يجلسن مقابلات لرئيسة العمل، فالدواخيل تعني تداخل الخيوط بعضها مع بعض بواسطة الأيدي حيث تنقل خيوط الزري وتدخل أصابع اليد اليمنى الي أصابع اليد اليسرى وبالعكس, ولا يمكن للقطابة أن تعمل بدون هؤلاء المساعدات اللواتي يقمن بمدها بالخيوط التي تتلقاها وتثبتها في القماش الذي معها علي شكل شريط مستطيل متكامل الي ان ينتهي العمل ويظهر في الثياب المكوررة بالصور التي تري في الأثواب
التراثية القديمة.